# 1. pobaltský front

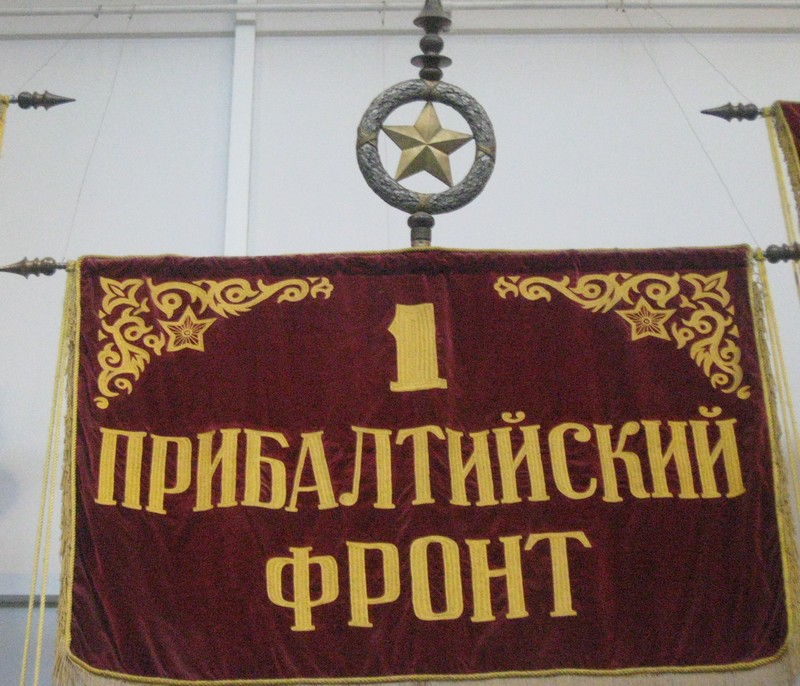
Vlajka 1. pobaltského frontu

1. pobaltský front (rusky 1-й Прибалтийский фронт) byl název vojenského svazku Rudé armády za druhé světové války.

## Historie
1. pobaltský front vznikl přejmenováním Kalininského frontu 20. října 1943 na základě rozkazu Stavky ze 16. října
V listopadu 1943 front útočil na vitebsko–polockém směru, přičemž postoupil o 50 km, nevýrazné výsledky bojů stály místo velitele frontu Jerjomenka. V únoru a březnu 1944 front v místních útocích vylepšil své postavení. V červnu se zúčastnil mohutné Běloruské operace, osvobodil Polock v červenci i Daugavpils. Poté vojska frontu postupovala na Rigu, přechodně dosáhla Rižského zálivu, ale německá vojska je odrazila 30 km zpět. V září 1944 se front účastnil Rižské operace, po přeskupení sil na levé křídlo překvapivě zaútočil na Memel a s 2. pobaltským frontem zablokoval německou skupinu armád Sever na Kuronském poloostrově. Začátkem roku 1945 front společně s 3. běloruským frontem provedl Východopruskou operaci, 28. ledna dobyl Memel a pokračoval v útoku ve směru na Königsberg.
17. února front předal vojska blokující německou skupinu armád Kuronsko 2. pobaltskému frontu. 24. února 1945 byl podle příkazu Stavky z 21. února 1. pobaltský front reorganizován v Zemlandskou skupinu vojsk 3. běloruského frontu.

## Podřízené svazky
- 39. armáda (20. října 1943 – 20. ledna 1944 a 3. – 15. července 1944 a 6. – 24. února 1945)
- 43. armáda (20. října 1943 – 20. ledna 1944 a 13. – 24. února 1945)

3. letecká armáda (20. října 1943 – 24. února 1945)
- 6. gardová armáda (jaro 1944 – 8. února 1945)
- 51. armáda (1. července 1944 – 2. února 1945)
- 2. gardová armáda (8. července – 20. prosince 1944)
- 5. gardová tanková armáda (17. srpna – 20. října 1944)
- 61. armáda (17. října – 20. prosince 1944)
- 11. gardová armáda (18. listopadu 1943 – 22. dubna 1944 a 13. – 24. února 1945)

## Velení
Velitel
- 20. října – 19. listopadu 1943 armádní generál Andrej Ivanovič Jerjomenko
- 19. listopadu 1943 – 24. února 1945 armádní generál Ivan Christoforovič Bagramjan

Člen vojenské rady
- 20. října 1943 – listopad 1944 generálporučík Dmitrij Sergejevič Leonov
- listopad 1944 – 24. února 1945 generálporučík Michail Vasiljevič Rudakov

Náčelník štábu
- 20. října 1943 – 24. února 1945 generálplukovník Vladimír Vasiljevič Kurasov